# Concierto homenaje a Freddie Mercury
El concierto homenaje a Freddie Mercury para el conocimiento del SIDA (The Freddie Mercury Tribute Concert for AIDS Awareness en inglés) se celebró en el estadio de Wembley (Londres) el 20 de abril de 1992, cinco meses después de la muerte de Freddie Mercury, y reunió a más de 72 000 espectadores, siendo retransmitido por radio y por televisión para 76 países. La audiencia estimada de la retransmisión del concierto fue de 500 millones de personas, y la recaudación de 20 millones de libras. El objetivo del evento, aparte de homenajear al artista, era concienciar a la gente sobre la existencia del sida y recaudar fondos para la Mercury Phoenix Trust, la fundación que crearon el resto de los integrantes de Queen tras la muerte de Mercury.
El concierto reunió a varios artistas: Metallica, Guns N' Roses, Extreme, David Bowie, Elton John, Def Leppard, Ian Hunter, Mick Ronson, Seal, George Michael, Roger Daltrey, Robert Plant, Bob Geldof, Tony Iommi, Zucchero Fornaciari, Lisa Stansfield, Liza Minnelli, Annie Lennox, Spinal Tap, Paul Young y Chris Thompson.
Freddie Mercury murió de sida —a causa de una afección pulmonar relacionada con esta dolencia—, por la época una enfermedad poco conocida, el 24 de noviembre de 1991. Brian May, John Deacon y Roger Taylor, los miembros con vida de Queen decidieron organizar un concierto para rendir homenaje a su compañero y amigo Freddie Mercury.
Durante el concierto en el antiguo estadio de Wembley, en lo más alto del escenario, se colocó una figura de un Fénix gigante, el cual es el símbolo distintivo de la Mercury Phoenix Trust, fundación contra el VIH, y fue presidido por Mary Austin, amiga y compañera sentimental de Freddie Mercury. Los derechos de transmisión de televisión, radio; y lo recaudado con la venta de las entradas fue destinado a esta causa.

## Concierto
El concierto dio inicio con bandas que fueron influenciadas por Queen, como es el caso de Metallica, Extreme, Def Leppard y Guns N' Roses. Durante la primera parte del concierto se mostraron vídeos explicando la vida de Freddie y su grupo. Mientras tanto, se cambiaba un poco el escenario para las siguientes interpretaciones.
La segunda parte del concierto consistió en la participación de los tres miembros restantes de Queen (John Deacon, Brian May y Roger Taylor), junto con varios artistas, como Elton John, Roger Daltrey, Tony Iommi, David Bowie, Mick Ronson, James Hetfield, George Michael, Seal, Paul Young, Annie Lennox, Lisa Stansfield, Robert Plant, Joe Elliott, Phil Collen, Axl Rose, Slash, Liza Minnelli, entre otros.

## Otras plataformas
El concierto fue lanzado en VHS (en dos casetes) y en Laserdisc en Estados Unidos y en Japón en 1993, y en Gran Bretaña en 1997, pero debido a las limitaciones de tiempo, las dos últimas canciones interpretadas por Extreme, las primeras dos de Def Leppard, y la aparición de Spinal Tap fueron eliminadas de la versión en VHS (junto con la interpretación de Robert Plant de Innuendo, a petición del mismo Plant, que consideró que su actuación fue muy pobre, debido a que se le olvidó gran parte de la letra). La versión de Estados Unidos también omitió la actuación de Bob Geldof ("Too Late God") y de Zucchero (Las Palabras de Amor).
En abril del año 2002, en el décimo aniversario de la "Mercury Phoenix Trust", el concierto fue lanzado en DVD y entró en las listas de popularidad del Reino Unido en el primer lugar. La versión DVD ha sido duramente criticada, debido a que toda la primera parte del concierto no fue incluida, además de que la canción Innuendo tampoco fue incluida en el DVD, respetando la petición de Robert Plant. El concierto, que originalmente estaba en formato 4:3, fue editado a widescreen, perdiendo un poco de la calidad original. Lo recaudado por las ventas de este DVD fueron donadas también a la "Mercury Phoenix Trust".
El 24 de junio de 2013 Queen anunció, en su página oficial, el lanzamiento de la versión remasterizada que vería la luz en septiembre de 2013 en formato DVD y Blu-Ray. Como la vez anterior, en la versión de VHS, esta edición también excluye la versión "Love of My Life" de Extreme y "More Than Words", así como el "Animal" y "Let's Get Rocked" de Def Leppard, y las canciones de Spinal Tap, U2 y Mango Groove del inicio del show, también se elimina la versión de "Innuendo" de Robert Plant de la parte en colaboración con Queen+.

## Actuaciones

### Sin Queen
1. Metallica - Enter Sandman, Sad But True, Nothing Else Matters.
2. Extreme - Queen Medley (Popurrí de canciones de Queen, que contenía las canciones Mustapha, Bohemian Rhapsody, Keep Yourself Alive, I Want to Break Free, Fat Bottomed Girls, Bicycle Race, Another One Bites the Dust, We Will Rock You, Stone Cold Crazy y Radio Ga-Ga), Love of My Life, More Than Words.
3. Def Leppard - Animal, Let's Get Rocked, Now I'm Here (con Brian May).
4. Bob Geldof - Too Late God
5. Spinal Tap - The Majesty of Rock
6. U2 - Until the End of the World (actuación vía satélite desde Sacramento, California).
7. Guns N' Roses - Paradise City, Only Women Bleed (intro), Knockin' on Heaven's Door.
8. Mango Groove - Special Star (actuación vía satélite desde Johanesburgo, Sudáfrica).
9. Elizabeth Taylor - Discurso sobre la prevención del sida.
10. Compilación de diversas interacciones de Freddie Mercury con el público.

### Con Queen
1. Queen + Joe Elliott/Slash - Tie Your Mother Down 
Con una gran entrada, Brian May canta la primera estrofa de la canción para luego dar paso a Joe Elliott y a Slash para compartir un duelo guitarrero.
2. Queen + Roger Daltrey/Tony Iommi - Heaven and Hell (intro), Pinball Wizard (intro), I Want It All 
 Tras una introducción por parte de Brian al guitarrista de Black Sabbath Tony Iommi haciendo el solo de Heaven and Hell, Roger Taylor anuncia al cantante de The Who, Roger Daltrey, mientras se interpreta la introducción de «Pinball Wizard», al cual el público aclama cuando entra con su seña inconfundible de dar vueltas al cable del micrófono.
3. Queen + Zucchero - Las Palabras de Amor 
Roger Taylor anuncia como próximo invitado al italiano Zucchero, a quien el grupo tiene un gran afecto, cantando una versión sencilla de «Las Palabras de Amor».
4. Queen + Gary Cherone/Tony Iommi - Hammer to Fall 
 Brian May le da la bienvenida de vuelta al escenario a Gary Cherone donde pone al público a saltar cantando una poderosa y enérgica versión de «Hammer To Fall».
5. Queen + James Hetfield/Tony Iommi - Stone Cold Crazy 
 Roger Taylor crea un gran ambiente en la batería y sale a escena el vocalista de Metallica, James Hetfield, que hace una gran participación cantando la que se considera la primera canción de thrash metal, «Stone Cold Crazy».
6. Queen + Robert Plant - Innuendo (con fragmentos de Kashmir), Thank You (intro), Crazy Little Thing Called Love 
Debido a la poca vocalización de parte de Robert Plant y poco afinamiento, la canción «Innuendo» no salió como se esperaba. Sin embargo, tras esto, el cantante puso al público a bailar con «Crazy Little Thing Called Love», donde resalta la guitarra de Brian; en la parte de "Ready Freddie", el cantante hizo que el público lo repitiera tres veces recalcando a quién se le dedicaba este homenaje.
7. Brian May/Spike Edney - Too Much Love Will Kill You 
Uno de los momentos más emotivos fue este, cuando Brian canta en el teclado junto con Spike Edney «Too Much Love Will Kill You», donde al final brotan las lágrimas del cantante.
8. Queen + Paul Young - Radio Ga Ga 
Brian anuncia como próximo invitado a Paul Young para cantar una versión sencilla de «Radio Ga Ga», donde el público participa en el coro, como era costumbre en los conciertos del grupo.
9. Queen + Seal - Who Wants to Live Forever 
 Otro momento emotivo es cuando Seal canta la hermosa canción «Who Wants To Live Forever».
10. Queen + Lisa Stansfield - I Want to Break Free 
 Lisa sale al escenario con unos rulos y una aspiradora haciendo homenaje al vídeo de la canción y luego la canta demostrando una gran vocalización.
11. Queen + David Bowie/Annie Lennox - Under Pressure 
 Roger Taylor presenta al público a Annie Lennox junto con David Bowie para cantar el tema «Under Pressure», donde este último colaboró en la versión de estudio.
12. Queen + David Bowie/Ian Hunter/Mick Ronson/Joe Elliott/Phil Collen - All the Young Dudes 
 Una vez que Annie deja el escenario David procede a tomar el saxofón y a presentar a Mick Ronson y a Ian Hunter, quien le dio la oportunidad al grupo de servir de teloneros años atrás cuando estaban en Mott the Hoople. En el coro de dicha canción entran de nuevo Joe y Phil de Def Leppard.
13. Queen + David Bowie/Mick Ronson - Heroes/Padre nuestro 
 David junto con Mick canta su clásico «Héroes» y luego procede a rezar el "Padre nuestro".
14. Queen + George Michael - '39 
 Con una introducción por parte de Roger Taylor entra a cantar George Michael una de las canciones más pedidas por el público en los conciertos de Queen.
15. Queen + George Michael/Lisa Stansfield - These Are the Days of Our Lives 
 George llama al escenario de nuevo a Lisa Stansfield para cantar a dúo «These Are the Days of Our Lives».
16. Queen + George Michael - Somebody to Love 
 George cantó Somebody To Love con un coro góspel. 
Se aprecia como una de las mejores vocalizaciones de su carrera, y al final de dicha canción George da la oportunidad al público donde cantan "love" saltando en las notas tal y como lo hacía Freddie; esto logra una gran emoción para los miembros restantes del grupo, en especial a Brian.
17. Queen + Elton John/Axl Rose - Bohemian Rhapsody 
 Tras cantar la primera parte de la canción en el piano Elton John da paso (después de la Ópera) a Axl Rose, quien con una enérgica entrada pone al público a saltar. El final de la canción es cantada por ambos cantantes a dúo.
18. Queen + Elton John/Tony Iommi - The Show Must Go On 
Tras unas palabras, Elton, pasa a cantar una de las canciones más emotivas del grupo: "The Show Must Go On".
19. Queen + Axl Rose - We Will Rock You 
Axl sale de nuevo al escenario cantando el himno del grupo, «We Will Rock You», con una gran ayuda de parte del público.
20. Queen + Liza Minnelli - We Are the Champions 
 Después de que Brian dijera que solo había una persona en el mundo que Freddie estaría orgulloso de que se presentara esa noche y dándole gracias a los invitados, sale al escenario Liza Minnelli, quien muestra un gran afecto a Brian para luego cantar «We Are the Champions». A mitad de la canción vuelven todos los invitados al escenario para sorprender a los miembros restantes del grupo y a Liza (a excepción de Elton John, a pesar de que este cantaría junto a todos originalmente, este se encontraba muy emocionado, y decidió no participar en ese momento) y a cantar de fondo junto a Queen y Liza. Al terminar la canción, suena la versión de Queen del himno «God Save the Queen» (como era siempre habitual en sus conciertos) y se produce un emocionante final.

- (La denominación de «Queen +» se refiere a la actuación de los tres miembros restantes de la agrupación).